# Харуна (1913)
«Харуна» — линейный крейсер японского императорского флота типа «Конго» (Всего построено 4 единицы — «Конго», «Хиэй», «Кирисима», «Харуна»).

## История создания
«Харуна» — заложен 16 марта 1912 г., спущен 14 декабря 1913 г., вошёл в строй в апреле 1915 г.
В 1927—28 годах линейный крейсер «Харуна» прошел полную модернизацию и был переклассифицирован в линкор. Его передняя труба была снята, а вторая увеличена и надстроена. Были установлены шестнадцать новых котлов, були и дополнительное бронирование. Полное водоизмещение корабля возросло с 27800 тонн до 36600 тонн.

## История службы
В декабре 1941 года «Харуна» входил в состав сил дальнего прикрытия высадки японских войск в Малайе и на Филиппинах, а затем участвовал почти во всех главных битвах Тихоокеанской кампании.
В июле 1945 года линкор был потоплен американской авиацией.
В 1946 году «Харуна» был поднят и разрезан на металл.